# شاه‌ماهی هندی
شاه‌ماهی هندی (نام علمی: Raconda russeliana) نام یک گونه از تیره شگ‌ماهیان است.